# Жінка-вампір (фільм)
«Жінка-вампір» («Казка небес без кінця і початку») (1915) — німий художній фільм жахів Віктора Турянського, один з небагатьох фільмів жахів, знятих в Російській імперії. В. Вишневський визначив жанр фільму як «окультна драма» і назвав її «безглуздою». Вийшов на екрани 6 серпня 1915 року. Фільм не зберігся.

## Сюжет
В. Вишневський: дівчина «після смерті стає вампіром, а „душа її зливається з душею“ народженої від неї дівчини».
З журналу «Проектор»: «Нічого не можна зрозуміти. Живуть в одному будинку дві сестри, з яких одна одружена, а інша часто непритомніє; це тому, що одружена сестра — вампірка, яка ночами смокче кров живих людей. А вампірка тому, що якийсь художник колись і десь спокусив якусь дівицю. Потім дівчина померла, тобто не зовсім померла, а вдруге з'явилася на світ. А її тато теж помер, і перед смертю сказав, що його дочка — вампірка. Тобто, не зовсім сказав, а хотів сказати. А художник приїхав до свого друга, дружина якого стала переслідувати його своєю любов'ю. Тоді художник втік, а друг пішов до відомого окультиста (просять не змішувати з окулістом), і той порадив влаштувати спіритичний сеанс. На сеансі виявилося, що дружина одного зовсім не його дружина. І художнику нічого іншого не залишилося, як померти».

## Критика
Критика поставилася до фільму скептично, розкритикувавши як сюжет («В кіно-п'єсі змішані середньовічні легенди про вампірів і одержимих — з індійськими віруваннями в переселення душ; ця стародавня чортівня модернізована введенням сучасного медіума і спіритичного сеансу, з столовечіррям» — «Пегас», 1916), так і постановку («Про постановку і говорити не хочеться: вона також наївна, як і самий сюжет» — «Пегас», 1916) позитивно відзначивши лише акторську гру Ольги Бакланової («Треба віддати справедливість акторці, що грала жінку-вампірку, кровожерлива і хтива вона безсумнівно старанно вчилася в зоологічному саду, спостерігаючи тигрів і леопардів під час годування їх сирим м'ясом» — «Пегас», 1916).